# الجريدة الرياضية بتوزر
الجريدة الرياضية بتوزر هو نادي كرة قدم تونسي، أحدث عام 1947. وهو ينشط في الرابطة التونسية المحترفة الثالثة لكرة القدم ومقرها مدينة توزر.
اعتمد النادي اسمه الحالي بعد اندماجه مع الفريق الثاني للمدينة: المستقبل الرياضي توزر (AST) في عام 1997. ثم تخلى عن هذا الاسم في عام 2011 ليعود إلى اسمه الأصلي. 